# Рихвалд (Малопольське воєводство)
Рихвалд (пол. Rychwałd) — село в Польщі, у гміні Плесьна Тарновського повіту Малопольського воєводства.
Населення — 674 особи (2011).
У 1975-1998 роках село належало до Тарновського воєводства.

## Демографія
Демографічна структура станом на 31 березня 2011 року:
|          | Загалом | Допрацездатний вік | Працездатний вік | Постпрацездатний вік |
| -------- | ------- | ------------------ | ---------------- | -------------------- |
| Чоловіки | 335     | 87                 | 215              | 33                   |
| Жінки    | 339     | 76                 | 198              | 65                   |
| Разом    | 674     | 163                | 413              | 98                   |